# NGC 5738
NGC 5738 ist eine 13,9 mag helle Linsenförmige Galaxie vom Hubble-Typ S0 im Sternbild Jungfrau am Nordsternhimmel. Sie ist schätzungsweise 78 Millionen Lichtjahre von der Milchstraße entfernt und hat einen Durchmesser von etwa 20.000 Lichtjahren. Vermutlich bildet sie mit NGC 5740 sie ein gravitativ gebundenes Galaxienpaar.
Im selben Himmelsareal befinden sich u. a. die Galaxien NGC 5725, NGC 5746, IC 1054.
Das Objekt wurde am 12. April 1864 von Albert Marth entdeckt.